# 博希蒙德六世

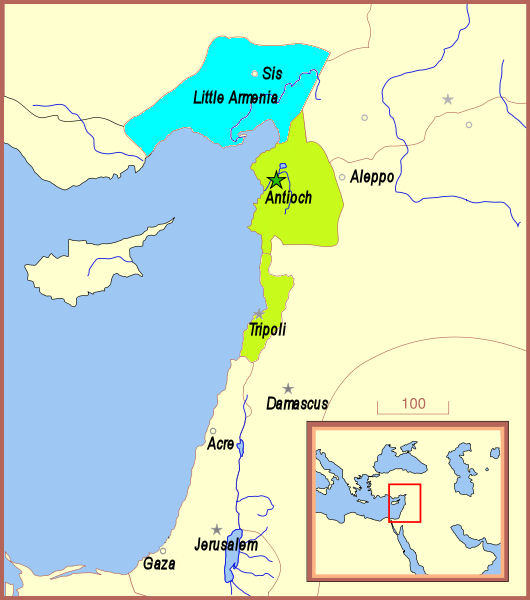
博希蒙德六世在安提阿、的黎波里的统治区域（绿色），与盟友奇里乞亚亚美尼亚王国的区域（蓝色）。

博希蒙德六世（Bohemond VI of Antioch，1237年—1275年），被称作公正者（the Fair，le Beau）。安条克公爵（1252-1268）和的黎波里伯爵（1252-1275）。
博希蒙德是博希蒙德五世与妻子露西安娜（Luciana di Segni）之子，1252年继承父位。他住在安条克，对的黎波里放任不管。1258年2月他应外甥塞浦路斯的雨果二世之邀为耶路撒冷国王。1268年，安条克被马穆鲁克人占领，从此最富有、最古老的法兰克在中东领地消失。
博希蒙德于1275年去世，留下一个儿子和三个女儿。儿子博希蒙德七世继承爵位。